# گذشته ترکیبی (زبان فرانسه)
گذشته ترکیبی (فرانسوی: Passé composé‎) (پسه کُمپُزه) (تلفظ فرانسوی: [paˈse kɔ̃poˈze]، گذشته مرکب) (به معنای گذشته مرکب)، یک زمان گذشته در زبان فرانسوی مدرن است. این نوع بیان زمان گذشته برای بیان عملی به کار می‌رود که در زمان گفتار یا در زمانی (احتمالاً ناشناخته) در گذشته به‌طور کامل یا ناقص تمام شده‌است. پسه کًمپًزه در ابتدا تصور می‌شود از نظر عملکرد با حال کامل انگلیسی مطابقت دارد اما پسه کًمپًزه علاوه بر اینکه می‌تواند نقش حال کامل را بازی کند عمدتاً بیانگر زبان گذشته ساده نیز هست.
به صورت یک فرمول کلی، پسه کًمپًزه از ترکیب فعل کمکی avoir (در عموم افعال) یا être (در برخی افعال حرکتی) به همراه اسم مفعولی (participe passé) حاصل می‌شود.
- J'ai vu quelque chose
  - یه چیزی دیدم.
  - یه چیزی دیده‌ام.
- Le garçon est sorti
  - پسر رفت.
  - پسر رفته است.
- Les hommes sont arrivés.
  - آقایان رسیدند.
  - آقایان رسیده‌اند.